# Хусаїнов Юрій Мінівалич
Юрій Мінівалич Хусаїнов (1 грудня 1929 — 1996) — радянський партійний діяч, 1-й заступник голови Ради міністрів Білоруської РСР, голова Державного агропромислового комітету Білоруської РСР, 1-й секретар Гомельського обкому КП Білорусії, голова Гомельського облвиконкому. Член Центральної Ревізійної Комісії КПРС у 1986—1990 роках. Депутат Верховної Ради Білоруської РСР. Депутат Верховної Ради СРСР 10—11-го скликань. Кандидат економічних наук (1971).

## Життєпис
У 1952 році закінчив Запорізький інститут сільськогосподарського машинобудування.
У 1952—1953 роках — майстер відділу технічного контролю, інженер-технолог заводу «Гомсільмаш» Білоруської РСР.
Член КПРС з 1953 року.
У 1953—1957 роках — головний інженер Жлобинської машинно-тракторної станції (МТС) Гомельської області.
У 1957—1960 роках — головний інженер, заступник начальника Гомельського обласного управління сільського господарства.
У 1960—1962 роках — 2-й секретар Мозирського міського комітету КП Білорусії.
У 1962—1967 роках — 1-й заступник, заступник голови виконавчого комітету Гомельської обласної ради депутатів трудящих — начальник Гомельського обласного управління виробництва і заготівель сільськогосподарських продуктів.
У 1967—1974 роках — заступник міністра сільського господарства Білоруської РСР.
У лютому 1974 — 20 жовтня 1978 року — голова виконавчого комітету Гомельської обласної ради депутатів трудящих.
20 жовтня 1978 — 8 липня 1982 року — 1-й секретар Гомельського обласного комітету КП Білорусії.
У липні 1982 — 1991 року — 1-й заступник голови Ради міністрів Білоруської РСР.
Одночасно з 1985 по 20 лютого 1991 року — голова Державного агропромислового комітету Білоруської РСР.
З 1991 року — на пенсії 

## Нагороди і звання
- орден Жовтневої Революції
- ордени
- медалі